# Écriture bâtarde

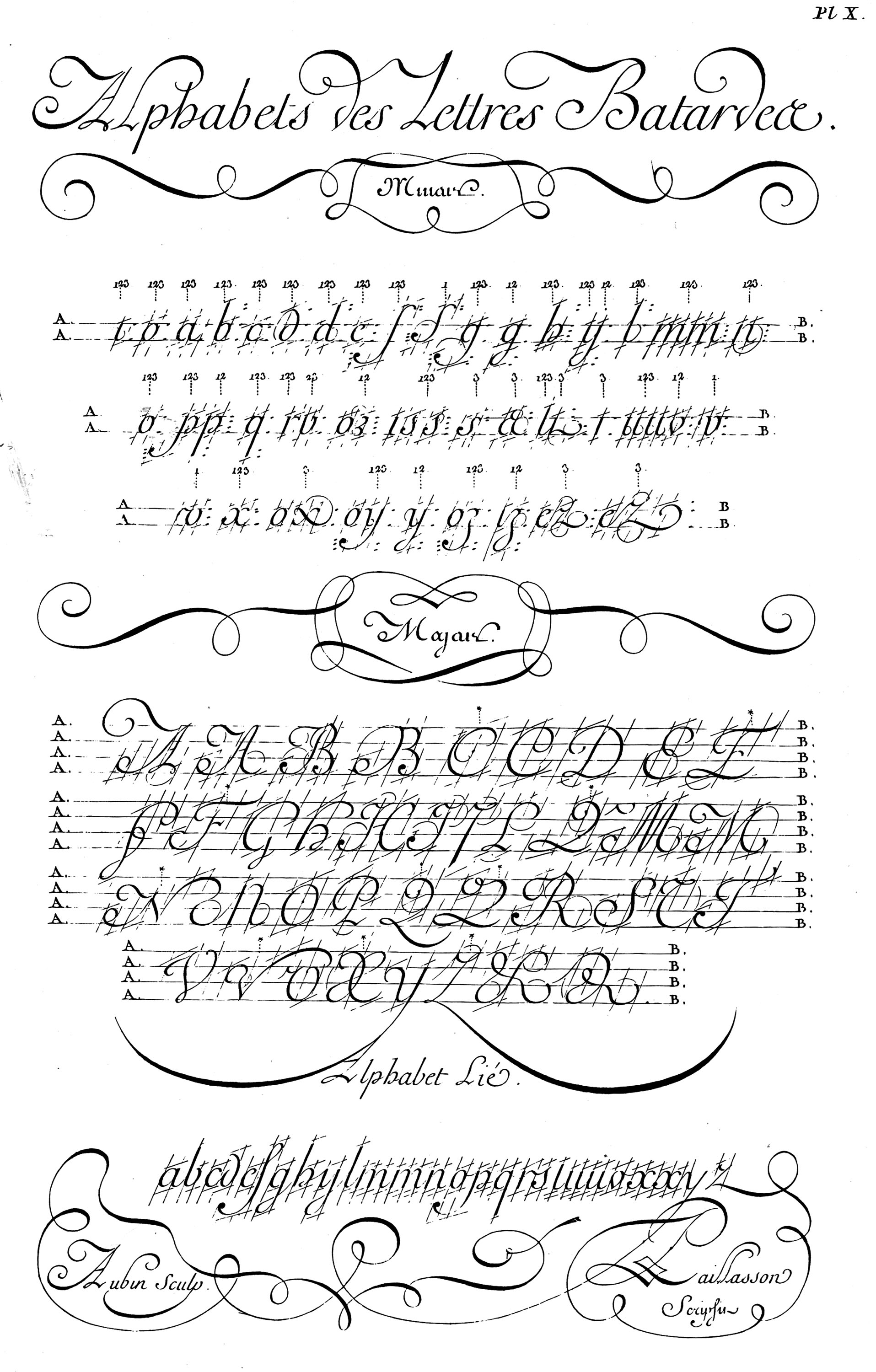
Bâtarde, planche de l’Encyclopédie par Charles Paillasson.

Bâtarde désigne plusieurs formes d’écriture généralement issues d’un compromis entre deux types d’écriture, l’un plus ou moins rigide et formel, l’autre étant plus fluide et relâché, très souvent une cursive. On ajoute donc au terme de bâtarde un adjectif de nationalité ou d’origine qui sert à en préciser le sens : bâtarde anglaise, bâtarde flamande, bâtarde française…

## Bâtarde française

### Histoire
La « bâtarde italienne » vient de ce pays, où elle commence à être utilisée à partir de la cancellaresca au XVIIe siècle. Lisible et agréable, elle est popularisée par Lucas Materot, écrivain à la cour papale d’Avignon, et remplace progressivement l’ancienne cursive gothique. Puis elle passe en France avec des maîtres écrivains comme Louis Barbedor, Louis Senault, Jean Petré, Philippe Limosin, Nicolas Lesgret…

### Caractéristiques
L’angle d’attaque de la plume est de 20 degrés, et la lettre elle-même est inclinée de 25 degrés par rapport à la verticale. Le corps (hauteur de la lettre minuscule de base) est de sept becs de plume de hauteur, et la largeur de cinq.
La bâtarde est divisée en cinq formes principales :
- Grosse bâtarde. Utilisée pour les titres.
- Bâtarde moyenne. Utilisée pour les sous-titres.
- Petite bâtarde, ou bâtarde posée. Elle exige attention et simplicité.
- Bâtarde coulée. Préférée des gens de cour, pour sa netteté, elle se lie « de pied en tête » : la base des jambages est arrondie, au contraire de la petite bâtarde. Elle n’utilise qu’un type de lettre, ignorant la distinction entre initiales, médianes et finales
- Bâtarde de manuscrits latins. Utilisée pour les manuscrits retranscrits du latin, des capitales romaines dorées et ornées remplacent les majuscules.

## Sources
- Claude Mediavilla, Calligraphie, Imprimerie nationale Éditions, Paris, 1993  (ISBN 2743301597)
- Claude Médiavilla, Histoire de la calligraphie française, Albin Michel, 2006.
- A Guibal, Cours d’écriture : comprenant la cursive posée, la cursive expédiée, la ronde, la bâtarde et l’écriture française. Cahier no 9, Ronde, éléments, lettres, phrases, Paris, P. Dupont, 1889
- Jacques Poitou, « Écritures latines manuscrites », 2009 (consulté le 12 octobre 2013)